# SpaceX CRS-2
SpaceX CRS-2, também conhecido como SpX-2, foi o quarto voo da espaçonave de carga Dragon não-tripulada da SpaceX, o quinto e último lançamento do veículo de lançamento Falcon 9 v1.0 da SpaceX e a segunda missão operacional contratada para a NASA sob um contrato de Commercial Resupply Services (CRS).
O lançamento ocorreu em 1 de março de 2013. Um pequeno problema técnico na Dragon envolvendo os propulsores RCS ocorreu ao atingir a órbita, mas foi recuperável. O veículo foi liberado da Estação Espacial Internacional (ISS) em 26 de março de 2013, às 10:56 UTC, e caiu no Oceano Pacífico às 16:34 UTC.

## História

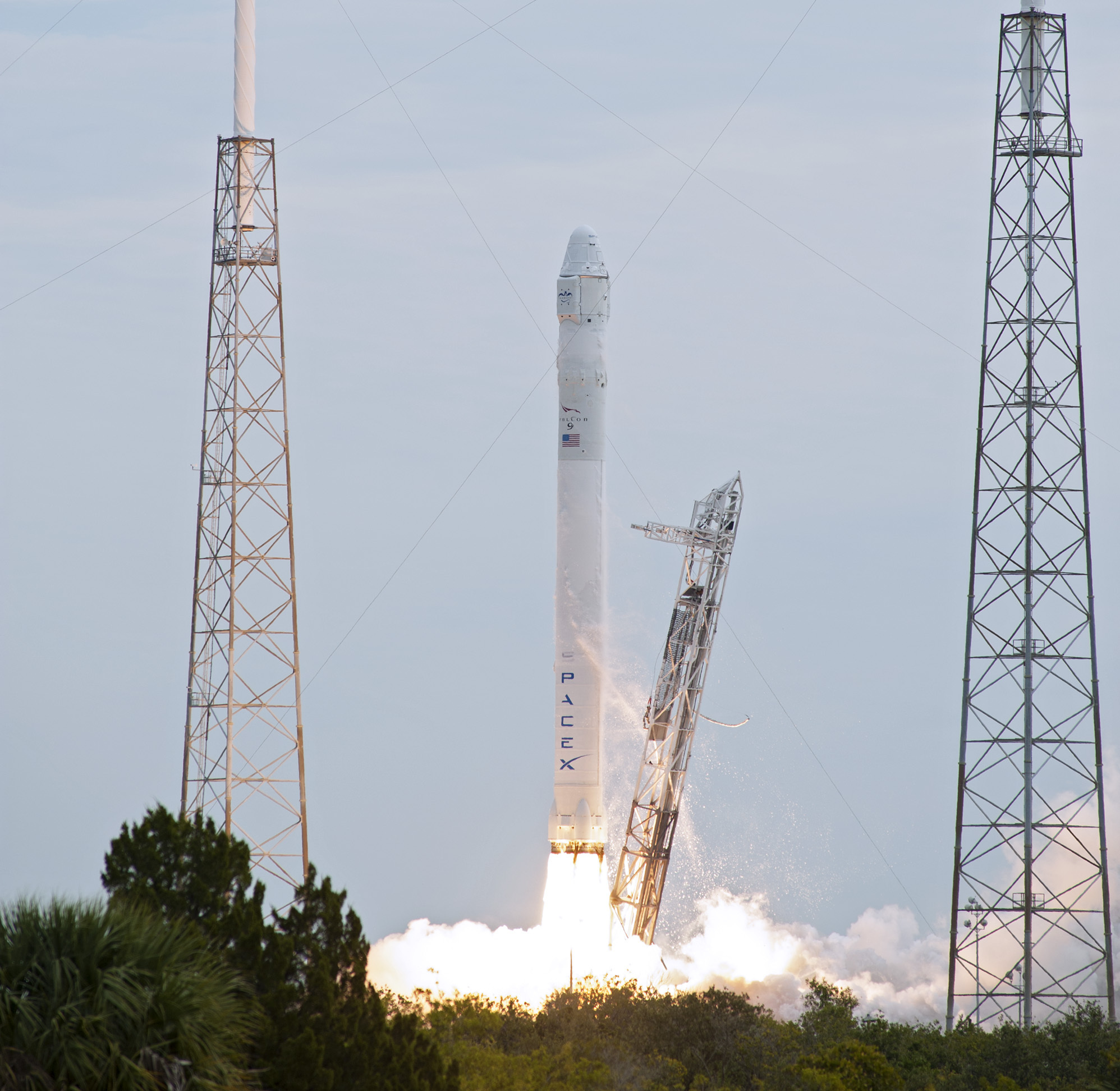
Lançamento do SpaceX CRS-2 no Falcon 9 em 1 de março de 2013

O transporte planejado do primeiro estágio do Falcon 9 do Texas para o local de lançamento na Flórida foi adiado devido à investigação em andamento da falha do motor que ocorreu no lançamento anterior. No final de novembro de 2012, foi relatado que o Falcon 9 havia sido transportado para o Cabo Canaveral (CCAFS). Um teste de fogo estático ocorreu para o Falcon 9 em 25 de fevereiro de 2013.

## Primeira carga despressurizada
A seção de carga despressurizada da Dragon, que permite o transporte de carga despressurizada até a Estação Espacial Internacional (ISS), teve seu primeiro uso neste lançamento. Esta carga consistia em dois Heat Rejection Subsystem Grapple Fixtures (HRSGFs), que são essencialmente barras a serem fixadas aos radiadores da ISS para permitir o trabalho de movimento futuro.

## Carga útil
Quando lançado, a Dragon continha cerca de 677 kg de carga, 575 kg sem embalagem. Incluem-se 81 kg de suprimentos para a tripulação, 347 kg de experimentos científicos e hardware experimental, 135 kg de hardware para a ISS e outros itens diversos, entre eles uma cópia em CD de a música "Up in the Air" da banda de rock Thirty Seconds to Mars, foi estreou a bordo da Estação Espacial Internacional (ISS) em 18 de março de 2013, durante uma transmissão da NASA TV a partir da ISS. Os dois acessórios Heat Rejection Subsystem Grapple Fixtures (HRSGFs) tinham um peso combinado de 221 kg e foram transportados para a ISS dentro do porta-malas despressurizado da Dragon como carga externa.
A Dragon devolveu 1.370 kg de carga para a Terra, 1.210 kg sem embalagem. Incluiu 95 kg de suprimentos da tripulação, 660 kg de experimentos científicos e hardware de experimento, 401 kg de hardware da ISS, 38 kg de equipamentos de trajes espacialis e outros itens diversos.

## Anomalia nos pods do propulsor da Dragon
Logo após a separação do segundo estágio, às 15:45 UTC em 1 de março de 2013, a Dragon encontrou problemas técnicos envolvendo seu sistema de propulsão. "Ao escorvar seus quatro Draco Thruster Pods, o veículo detectou pressurização insuficiente no sistema oxidante (tetróxido de nitrogênio)" de três dos pods, o que "fez com que os Flight Computers colocassem o veículo no modo de abortamento passivo". Neste modo, a Dragon não está executando mais nenhuma operação orbital. Seu sistema de propulsão foi desativado e os painéis solares não foram implantados, pois o veículo não havia alcançado sua atitude adequada de implantação de painéis solares. "A Dragon está programada para não abrir seus painéis solares fora de sua configuração de atitude adequada para evitar o contato com o segundo estágio. Esta regra é válida para cenários em que a Dragon não está devidamente separado do foguete auxiliar do Falcon 9. Com o passar do tempo, as equipes que trabalham no Centro de Controle de Missão da SpaceX (MCC-X), em Hawthorne, Califórnia, começaram avaliações sobre o problema". Durante os primeiros minutos e horas da missão, as notícias sobre o progresso da missão chegaram aos poucos, algumas delas nas redes sociais. Uma atualização de Elon Musk no Twitter esclareceu:
Problema com os pods do propulsor da Dragon. Sistema inibindo três de quatro da inicialização. Prestes a comandar a inibição de anulação.
Às 16:12 UTC, Elon Musk anunciou que um "cancelamento de inibição de comando" seria emitido, pois o módulo Dragon estava "prestes a passar pela estação terrestre da Austrália". Inicialmente, a implantação de painéis solares foi mantida "até que pelo menos dois propulsores estejam ativos". O Controle de Missão da SpaceX decidiu prosseguir com a implantação dos painéis solares devido às temperaturas do conjunto, enquanto a espaçonave não estava em controle de atitude ativo às 16:40 UTC: "Tendência positiva da pressão do tanque do pod 3 do propulsor. Preparando para implantação de painéis solares". Às 16:50 UTC, painéis solares foram implantados com sucesso na Dragon. Três dos quatro pods de propulsão da Dragon devem estar operacionais para que a atracação seja permitida na Estação Espacial Internacional (ISS). Depois de fazer as correções, a SpaceX retomou o controle de todos os quatro propulsores e seria capaz de corrigir seu curso para a ISS. De acordo com Elon Musk, "Todos os sistemas verdes". Funcionários da NASA disseram que a Dragon não iria se encontrar com a ISS em 2 de março de 2013, como foi planejado originalmente. Em vez disso, iria se encontrar em 3 de março de 2013. A Dragon foi agarrada com Canadarm2 pelo comandante da Expedição 34 da NASA Kevin Ford e o engenheiro de voo da NASA Thomas Marshburn às 10:31 UTC em 3 de março de 2013, e atracado no porto de ancoragem do módulo Harmony (voltado para a Terra) às 13:56 UTC.

## Restante da missão (3 a 26 de março de 2013)

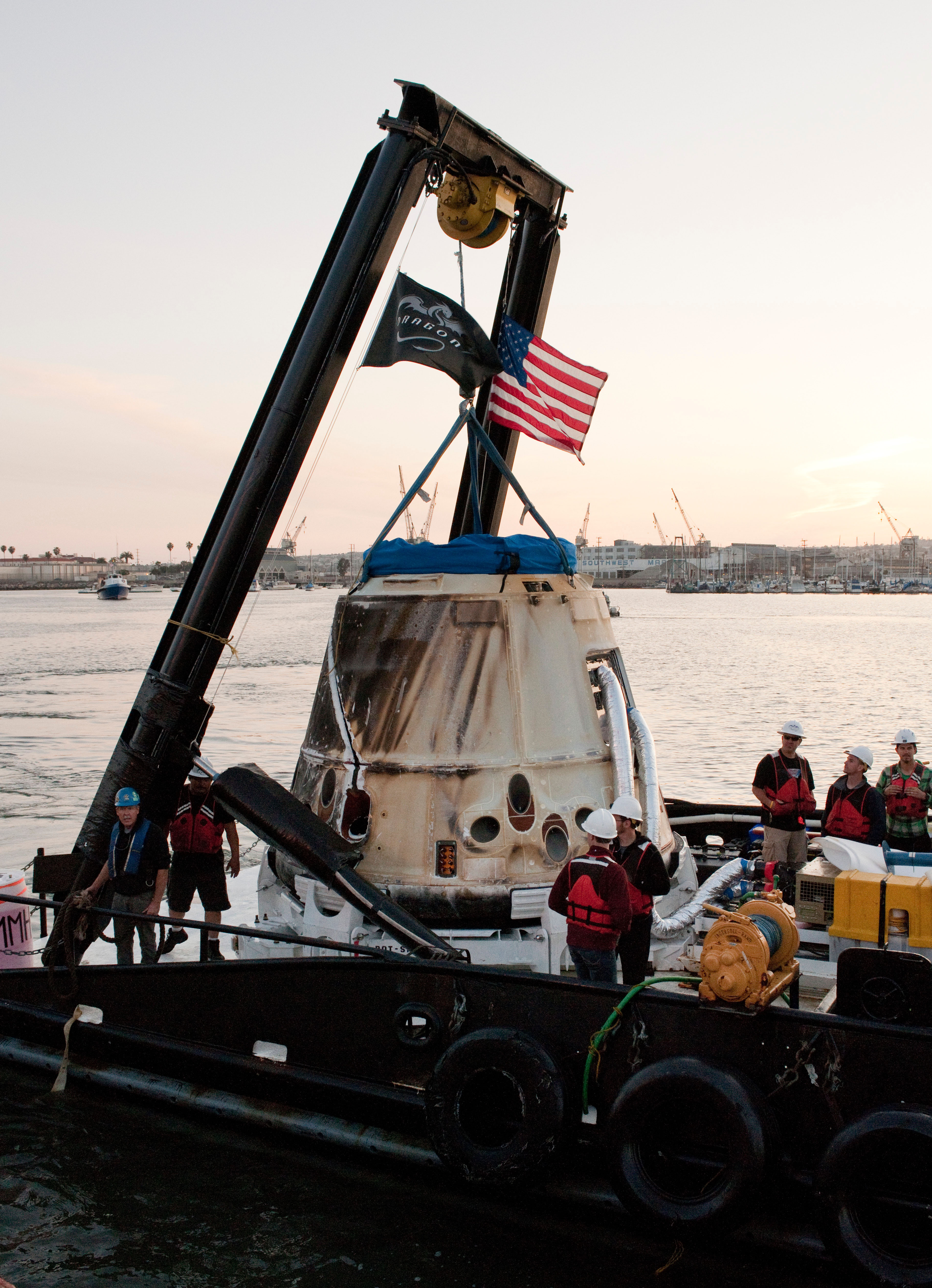
A cápsula Dragon após ser transportada para a costa em 27 de março de 2013

Em 6 de março de 2013, o Canadarm2 da Estação Espacial Internacional (ISS) removeu as barras de apoio do porta-malas da Dragon. Este evento marcou a primeira entrega de carga despressurizada de uma espaçonave comercial para a ISS. O retorno da espaçonave à Terra foi adiado para 26 de março de 2013 em relação à data originalmente programada de 25 de março de 2013 devido ao mau tempo que se desenvolve perto de seu local de pouso no Oceano Pacífico. O dia adicional passado ligado ao laboratório orbital não afetou as amostras científicas programadas para retornar a bordo da espaçonave.
Em 26 de março de 2013, a Dragon foi desatracado do módulo Harmony pelo Canadarm2 às 08:10 UTC por comandos dos controladores de solo. Sua liberação do Canadarm2 ocorreu às 10:56 UTC; a tripulação da Expedição 35 então comandou a espaçonave para sair lentamente da ISS. A SpaceX Dragon disparou seus motores pela última vez às 15:42 UTC, enviando-o pela atmosfera da Terra para um pouso no Oceano Pacífico às 16:34 UTC. Uma equipe de engenheiros, técnicos e mergulhadores da SpaceX recuperou o veículo e sua carga científica na costa da Península da Baixa Califórnia, para a viagem de volta à costa que durou cerca de 30 horas.